# ريد سربيدزيجا
ريد سربيدزيجا (بالصربية: Раде Шербеџија)‏ هو مغني وموسيقي ومخرج وممثل كرواتي (وحمل سابقاً جنسية جمهورية يوغوسلافيا الاشتراكية الاتحادية)، ولد في 27 يوليو 1946 في كرواتيا. من الجوائز التي نالها الذهبي الساحة لأفضل ممثل ‏ سنة 1979 والذهبي الساحة لأفضل ممثل ‏ سنة 1986.

## أعمال

### أفلام
- (1999) عيون مغلقة على اتساعها[9]
- (2000) مهمة مستحيلة 2[10]
- (2000) سناتش[11]
- (2002) ذا كوايت أميركان[12]
- (2005) الضباب[13]
- (2005) بداية باتمان[14][15][16]
- (2007) القناص[17]
- (2008) العين[18]
- (2008) حجر[19]
- (2010) هاري بوتر ومقدسات الموت – الجزء 1[20][21]
- (2011) 5 أيام من الحرب
- (2011)  الدرجة الأولى[22]
- (2011) في أرض الدم والعسل[23]
- (2012) تيكن 2[24]
- (2013) المزدوج
- (2014) أسطورة هرقل[25][26]
- (2016) الوعد[27]

### مسلسلات
- 24
- ميامي

## جوائز وترشيحات
جوائز
- الذهبي الساحة لأفضل ممثل [الإنجليزية]‏ (1979)
- الذهبي الساحة لأفضل ممثل [الإنجليزية]‏ (1986)

ترشيحات
- Satellite Award for Best Actor in a Supporting Role [الإنجليزية]‏ (2008)

## وصلات خارجية
- ريد سربيدزيجا على موقع IMDb (الإنجليزية)
- ريد سربيدزيجا على موقع قاعدة بيانات الأفلام العربية
- ريد سربيدزيجا على موقع ألو سيني (الفرنسية)
- ريد سربيدزيجا على موقع ميوزك برينز (الإنجليزية)
- ريد سربيدزيجا على موقع أول موفي (الإنجليزية)
- ريد سربيدزيجا على موقع قاعدة بيانات الأفلام السويدية (السويدية)
- ريد سربيدزيجا على موقع إن إن دي بي (الإنجليزية)
- ريد سربيدزيجا على موقع ديسكوغز (الإنجليزية)
- ريد سربيدزيجا على موقع قاعدة بيانات الفيلم (الإنجليزية)
- ريد سربيدزيجا على موقع كينوبويسك (الروسية)